# Cova de les Bruixes
La Cova de les Bruixes és un jaciment arqueològic a Rossell, Baix Maestrat. La primera excavació data del 1972, si bé ja era coneguda anteriorment i era apreciada per les seues reserves de guano.
Es troba a una altitud d'uns 500 msnm, en el marge esquerre del Barranc de Coma Negra, afluent del riu Cérvol, i a 35 km en línia recta del jaciment neolític de la denominada Cova Fosca,nota 1 amb el qual guarda similituds,
El propietari de la cova és Joan Fenollosa Caballer, veí de Rosell. La galeria de la cova, l'eix longitudinal de la qual mesura 55 m, es divideix en tres espais: un vestíbul de 12 x 4 m, una sala de 5 x 6 m, i una altra sala de 9 x 6,5 m.

## Excavacions
En 1973, es va realitzar un tast dels sediments. En 1974, Pedro Vernia va lliurar al Museu Arqueològic de la Plana Baixa - Borriana, els materials arqueològics trobats en Bruixes. En 1985 va ser concedit el permís per a les excavacions, amb l'aquiescència prèvia i expressa del propietari, acompanyat d'una petita subvenció. Els nivells sedimentaris pertanyen al Neolític incís i a l'edat del bronze.
Les troballes de restes humanes i recipients ceràmics es remunten al quart mil·lenni a. C. Els treballs arqueològics s'han vist condicionats pel mal estat del sediment, causat per l'activitat extractiva de guano en el passat.
D'altra banda, l'estudi paleoambiental i geomorfològic, mitjançant microscopía electrònica, ha desembocat en la troballa de formacions de esferolitos, que diversos treballs, al costat de l'aparició de nivells orgànics i carbons vegetals, afirmen que són fruit de l'activitat ramadera.

## Datació
Les tres mostres de carbó recollides en Bruixes van ser remeses al Centre de Datation par le Radiocarbone de la Universitat Claude Bernard de Lió per a la seva datació. La primera mostra es va prendre durant la campanya arqueològica de 1985, i va donar com a resultat una antiguitat des del 4510 aC. a circa el 140 aC. Cap al 3600 aC. l'hàbitat neólitico va ser abandonat. L'anàlisi de la segona mostra (1993) la data del 3445 aC. a circa el 70 aC. La tercera mostra (1993) analitzada, la situa en un marc cronològic d'aproximadament 1365 anys, que abasta del 2245 aC. a circa el 70 aC.